# Židovský hřbitov ve Valašském Meziříčí
Židovský hřbitov ve Valašském Meziříčí se nachází v areálu městského hřbitova na Masarykově ulici ve Valašském Meziříčí. Vybudován byl v letech 1870 až 1939 a původně měl 150 až 200 náhrobních kamenů. V roce 1955 byla ale většina hřbitova zničena místními občany a dochovalo se pouze 17 náhrobních kamenů. Ke hřbitovu vede chodník, který je zakončen ve tvaru Davidovy hvězdy.

## Poloha
Židovský hřbitov se nachází v areálu městského hřbitova ve Valašském Meziříčí. V jeho těsné blízkosti se nachází rozsáhlý německý vojenský hřbitov, který byl vybudován v roce 2001. Poblíž se nachází také mramorový památník 205 tureckým vojákům, kteří byli zabiti během první světové války. Nedaleko je také hřbitovní márnice.

## Galerie

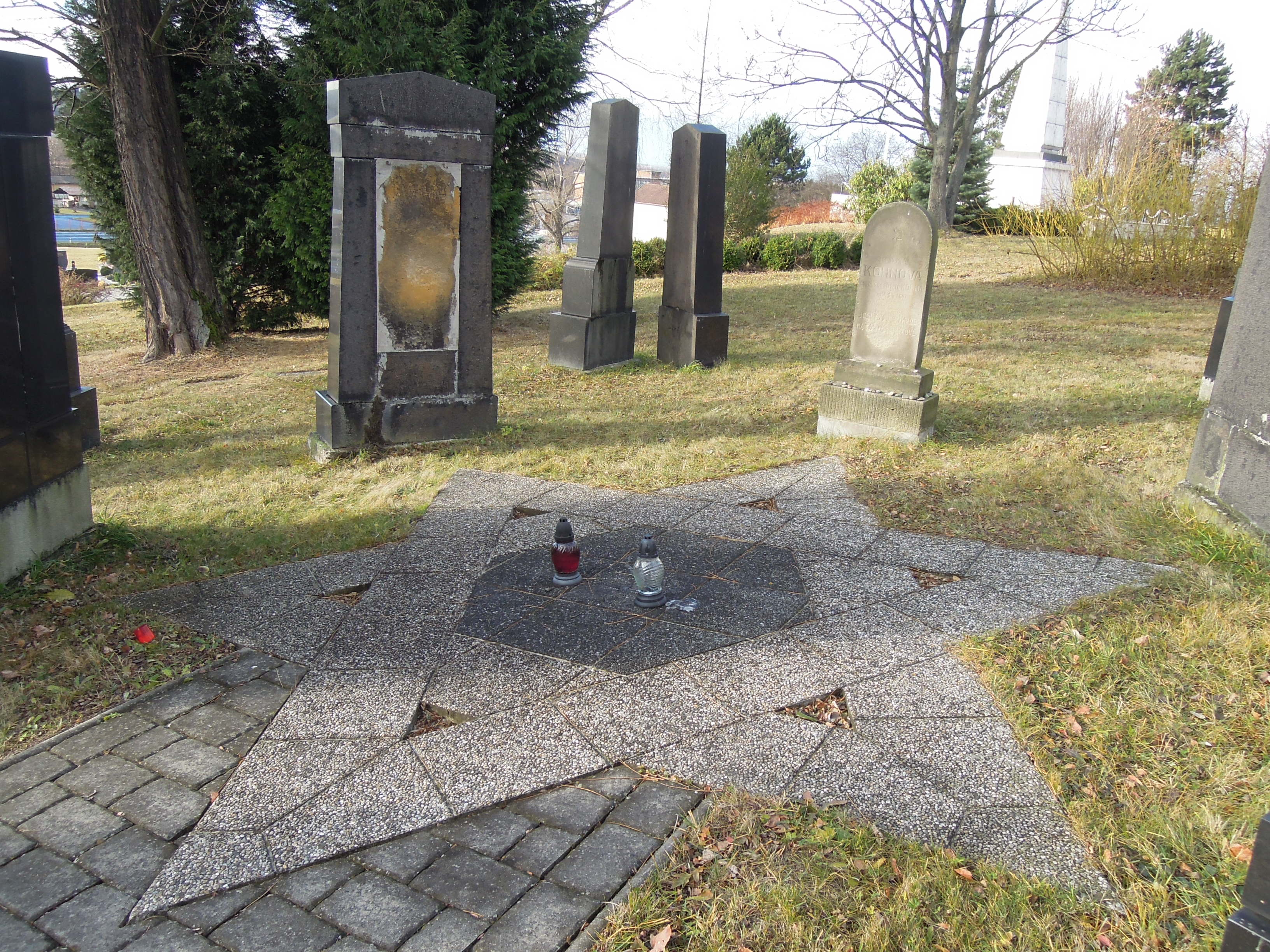
Davidova hvězda uprostřed hřbitova
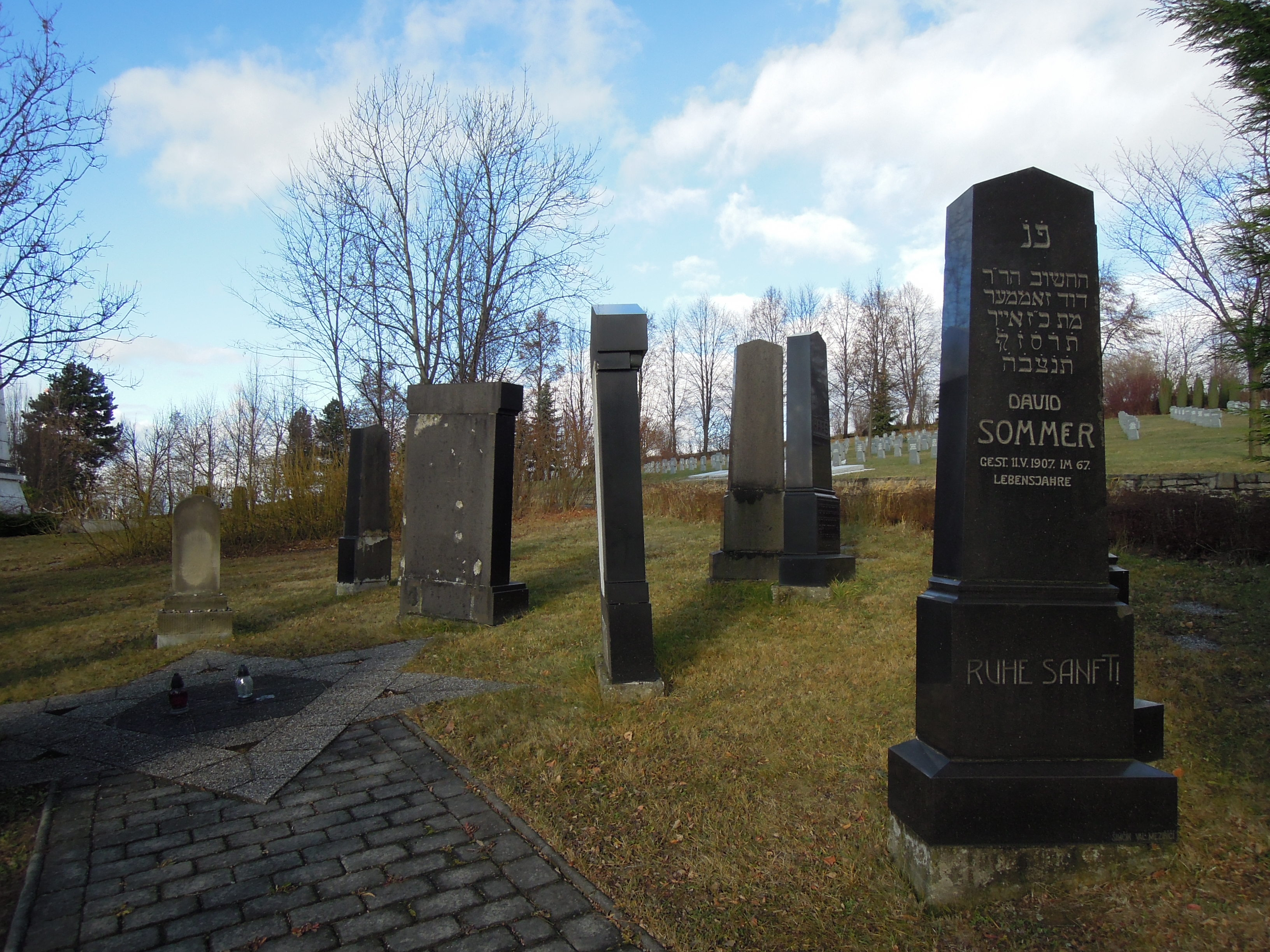
Židovský hřbitov ve Valašském Meziříčí
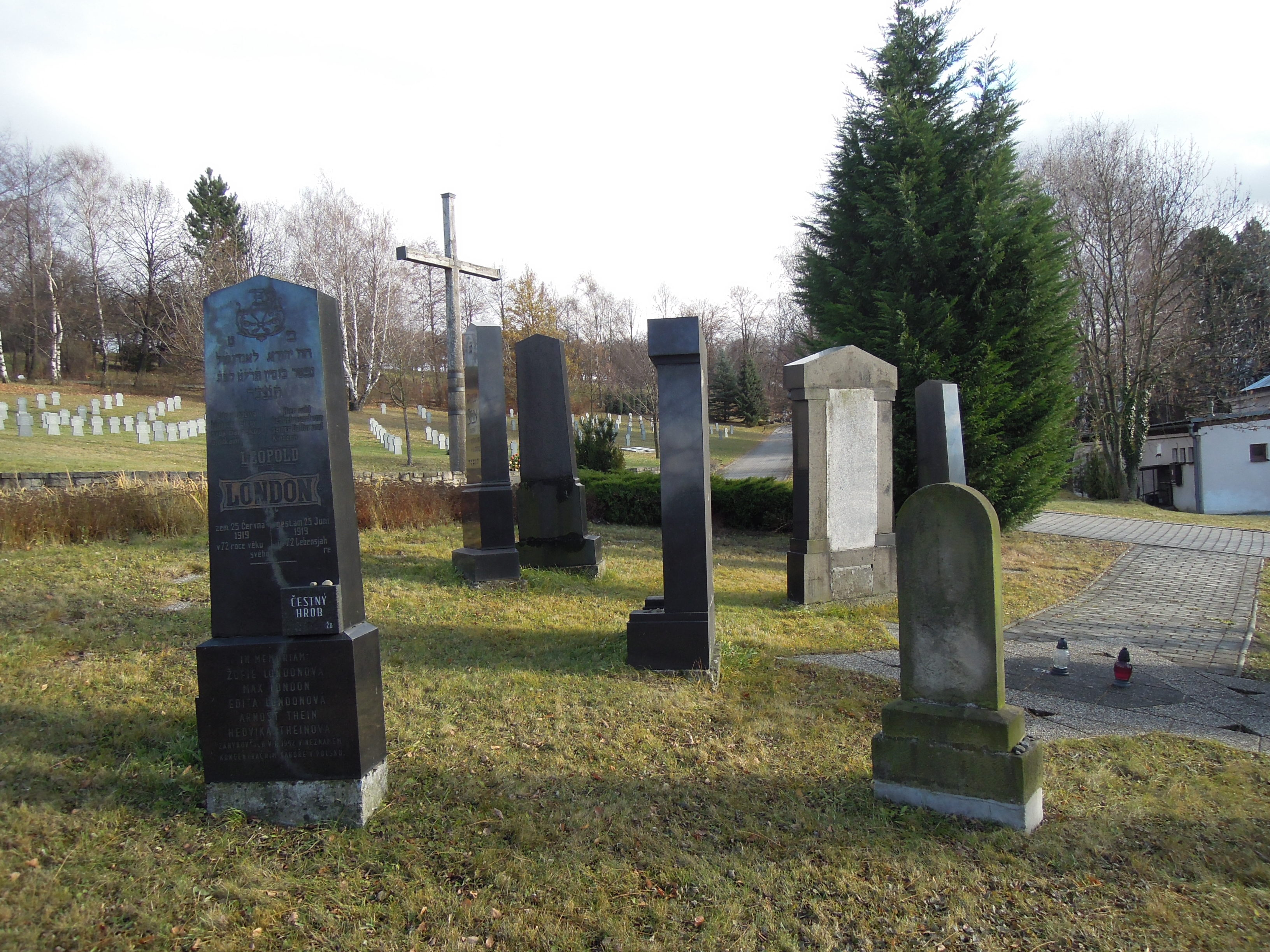
V pozadí je německý vojenský hřbitov